# Кришка крончата

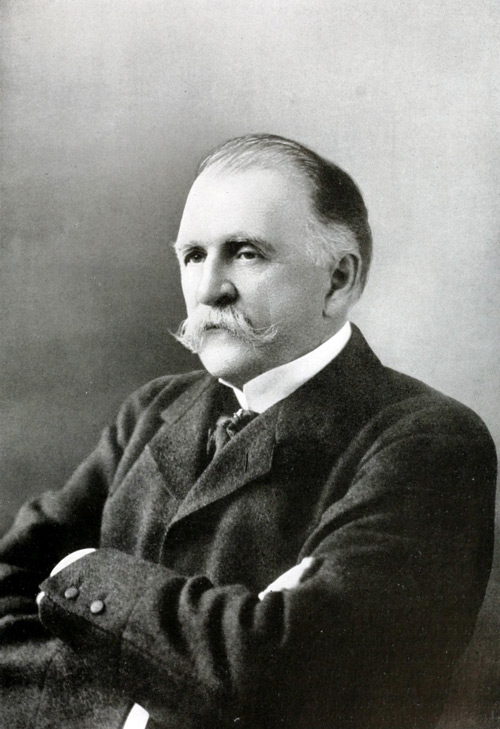
Вільям Пейнтер — винахідник кришки крончатої

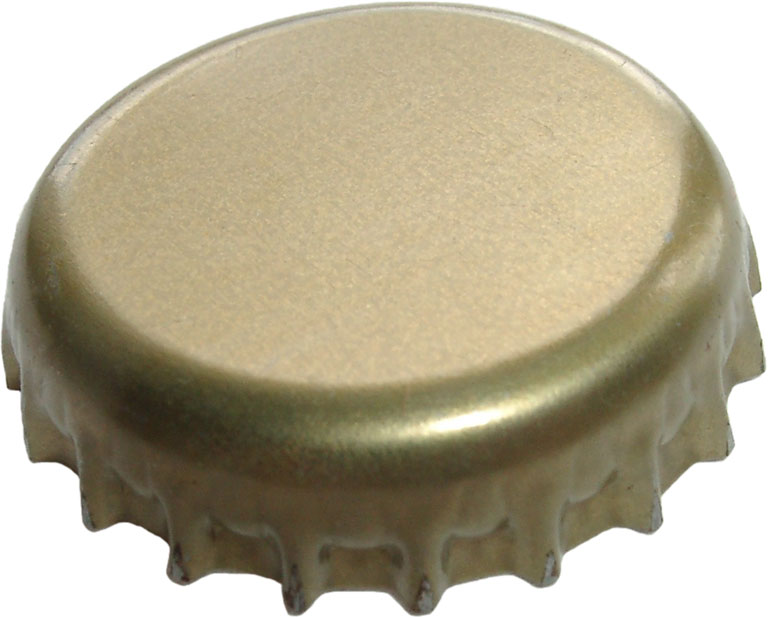
Кришка крончата

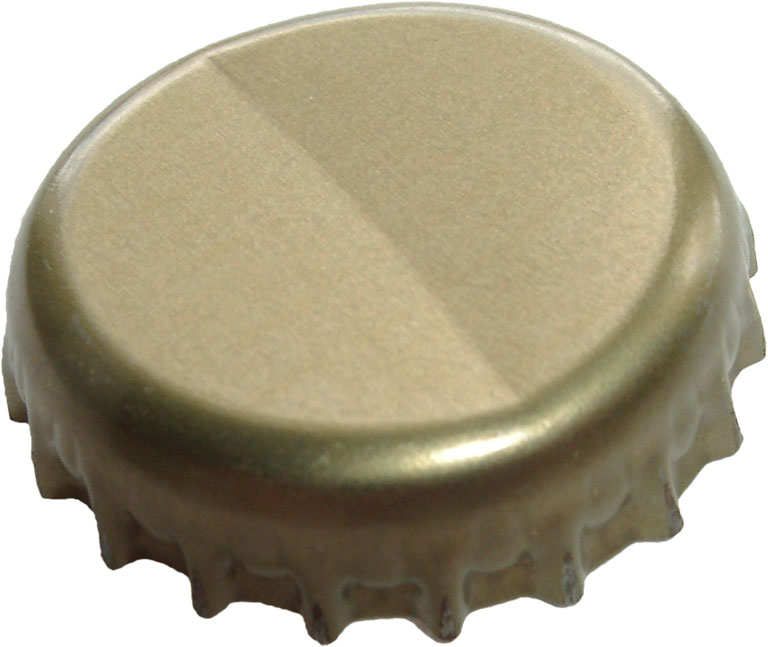
Деформація кришки крончатої після відкривання

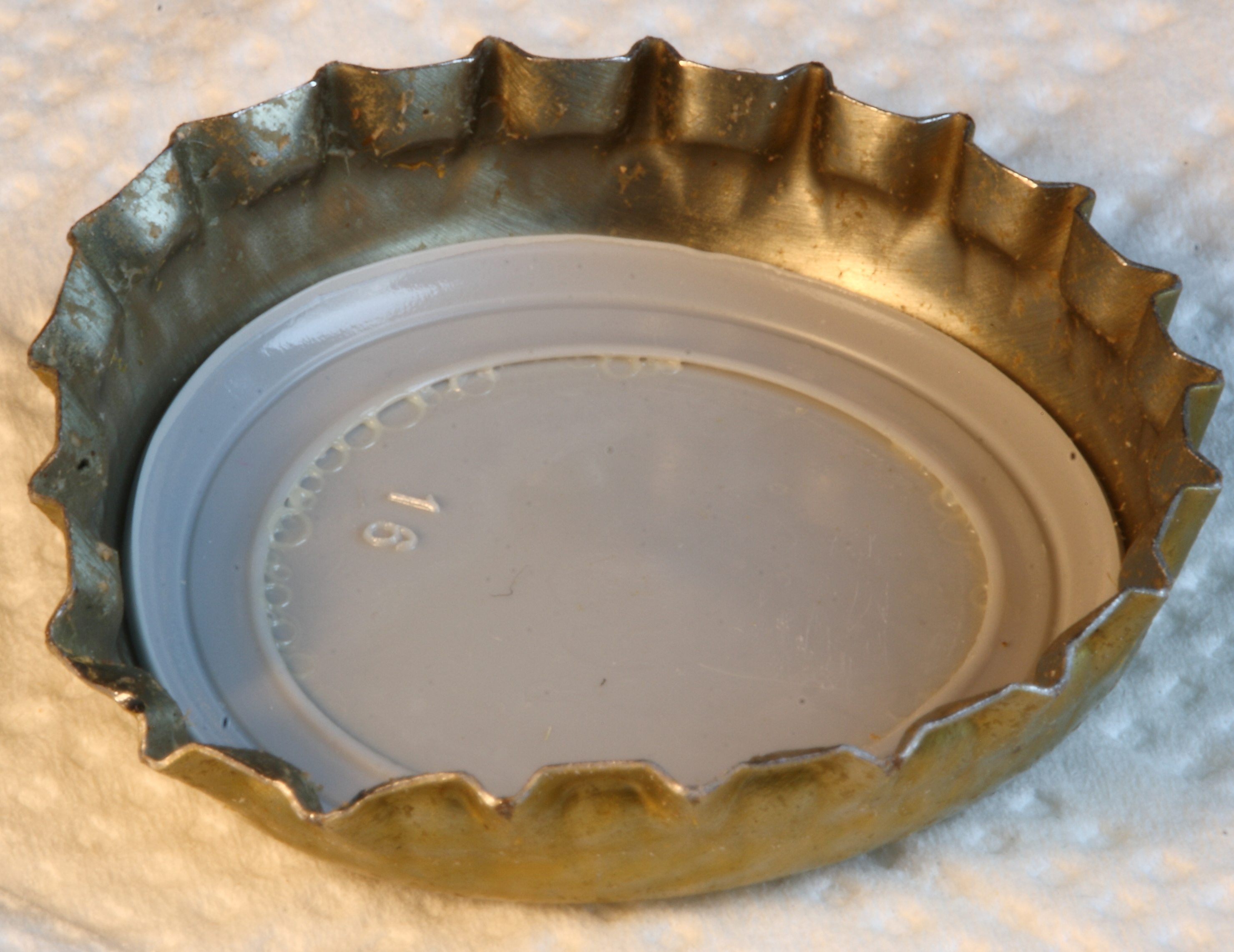
Деформація юбки кришки після відкривання

Кришка крончата (нім. Kronenkork; англ. crown cork, crown seal, crown cap) — тип подібної до перевернутої корони кришки для пляшок, винайдений Вільямом Пейнтером 1892 в Балтиморі, штат Меріленд. Кришка є круглим шматком бляхи, краї якого загнуті у вигляді гофрованої юбки. Для ущільнення горла пляшки на дно такої «корони» вкладали ущільнювач, виготовлений корку, який починаючи з 1960-х замінили на пластик (поліетилен або полівінілхлорид).
«Компанія кришок для пляшок» (англ. Bottle Print Company) була першим виробником кришок, згодом змінила свою назву на «Компанія корончатих кришок і ущільнень» (англ. Crown Cork and Seal Company).
До винаходу кришки, для закривання пляшок із содовою та іншими газованими напоями використовувалася кришки із пружною вилкою-защібкою. Пружність вилки може погіршитися і зменшити герметичність ущільнення, що допускає витік газу з пляшки в умовах зберігання пляшок вертикально. Такі закупорені пляшечки мали зберігатися горизонтально «на боку», щоб запобігти витоку газу. Після винаходу кришки крончатої пляшки содової могли зберігатися вертикально.
Під час закривання пляшки гофрована юбка кришки пружно обтискалась навколо верхнього буртика горловини, притискаючи ущільнення до неї. Під час відкривання юбка чи кришка деформувалися (як це показано на двох нижніх рисунках справа), дозволяючи кришці зісковзнути із пляшки, що робило кришку непридатною для подальшого використання.
Масове виробництво та масовий попит зробили цей проєкт дуже успішним для Пейтнера і компанії «Crown Cork and Seal Company»:

…найбільш вигідним для виробництва є той товар, який необхідно викидати після використання.  (William Painter)

Кришка крончата — перший вельми успішний одноразовий продукт, який надихнув Кінґа Жиллетта придумати одноразові бритви, коли він був менеджером з продажів у компанії «Crown Cork and Seal Company».